# Avó da Europa
O epíteto "Avó da Europa" é atribuído a diversas mulheres importantes da história europeia, especialmente soberanas ou consortes, que se tornaram ancestrais de inúmeros membros da realeza e da nobreza europeia. Entre as personalidades historicamente associadas ao título estão: Leonor da Aquitânia (1122–1204), Leonor Desmier d'Olbreuse (1639–1722), Elisabeth Charlotte, Madame Palatina (1652–1722), Maria Teresa da Áustria (1717–1780), Josefina de Beauharnais (1763–1814) e a rainha Vitória do Reino Unido (1819–1901). 
| Rainha Leonor da França e Inglaterra (1122-1204) | Leonor Desmier d'Olbreuse (1639-1722)     | Imperatriz Maria Teresa da Áustria (1717-1780) |
|                                                  |                                           |                                                |
| Imperatriz Josefina da França (1763-1814)        | Rainha Maria Amélia da França (1782-1866) | Rainha Vitória do Reino Unido (1819-1901)      |